# RSV Eintracht Stahnsdorf
O RSV Eintracht Stahnsdorf é um clube profissional de basquetebol baseado em Stahnsdorf, Estado de Brandemburgo, Alemanha que atualmente disputa a 2.Bundesliga ProB, correspondente à terceira divisão do país. Manda seus jogos no Sporthalle der Berlin Brandenburg International School com capacidade para 600 espectadores.

## Histórico de Temporadas
| Temporada | Nível | Liga         | Pos. | Resultado          |
| --------- | ----- | ------------ | ---- | ------------------ |
| 2006-07   | 3     | Regionalliga | 1º   |                    |
| 2007-08   | 3     | ProB         | 10   |                    |
| 2008-09   | 3     | ProB         | 9    |                    |
| 2009-10   | 3     | ProB         | 10   |                    |
| 2010-11   | 3     | ProB         | 4º   |                    |
| 2011-12   | 3     | ProB         | 8º   | Quartas de finais  |
| 2012-13   | 3     | ProB         | 12º  |                    |
| 2013-14   | 3     | ProB         | 5º   | Quartas de finais  |
| 2014–15   | 3     | ProB         | 12º  |                    |
| 2015–16   | 3     | ProB         | 9º   |                    |
| 2016–17   | 3     | ProB         | 11º  |                    |
| 2017-18   | 3     | ProB         | 11º  | RebaixadoPlaydowns |
| 2018-19   | 4     | Regionalliga | 1º   | Promovidocampeão   |
| 2019-20   | 3     | ProB         | 12º  |                    |
| 2020-21   | 3     | ProB         | 7º   | Oitavas de finais  |
| 2021-22   | 3     | ProB         | 8º   | Oitavas de finais  |
| 2022-23   | 3     | ProB         | 9º   |                    |
| 2023-24   | 3     | ProB         | 10º  |                    |
| 2024-25   | 3     | ProB         | 12º  |                    |
| 2025-26   | 3     | ProB         |      |                    |

## Títulos

### Regionalliga Norte
- Campeão (2):2006-07, 2018-19

## Segunda equipe
A agremiação mantem o RSVE Teltow/Kleinm./Stahnsdorf 2 como equipe reserva para dar ritmo a jogadores com poucos minutos em quadra, bem como suas categorias de base. Atualmente eles disputam a 2.Regionalliga Nordeste.